# El Liberal (Murcia)
El Liberal fue un periódico de la Región de Murcia. Se considera uno de los periódicos de izquierdas más importantes de principios del siglo XX. 

## Historia
Fundado en julio de 1902 por Enrique Rivas Beltrán como consecuencia de la compra del anterior diario Las Provincias de Levante por parte del trust propietario del diario El Liberal de Madrid, representaba las ideas liberales, aunque en un principio se declaró independiente. La evolución ideológica del periódico fue del liberalismo monárquico inicial al radicalismo de Lerroux hasta convertirse en el principal medio de comunicación republicano en Murcia.
Sus directores fueron Enrique Rivas Beltrán, Mariano Perni García, Pedro Jara Carrillo hasta su muerte y Ricardo Serna Alba. Tuvo como colaborador a José Martínez Tornel con una columna diaria desde el cierre de El Diario de Murcia hasta su muerte en 1916. Siendo director Pedro Jara se potenció la campaña para la creación de la Universidad de Murcia. El 28 de marzo de 1939, al finalizar la guerra civil, el diario fue clausurado y sus instalaciones fueron incautadas por el Bando franquista.